# Kanefer (vizir de Khéops)
Pour les articles homonymes, voir Kanefer.
Kanefer est l'un des fils de Snéfrou et exerce la fonction de vizir lors du règne de son frère Khéops de la IVe dynastie. Il occupe également la charge de « Grand des voyants » du temple de Rê d'Héliopolis et de « Général des armées du Roi ».

## Généalogie
Il est le fils de Snéfrou et d'une reine inconnue.
Le nom de sa femme est perdu mais elle avait les titres de « Femme de l'élite » et de « Prêtresse d'Hathor ».
Une tête de réserve, trouvée dans le puits funéraire G 1203A, pourrait représenter l'épouse de Kanefer.
Il est également le père de Kaouab, de Kanefer et de Mérésânkh.

## Sépulture
Kanefer a été enterré dans le mastaba DAM 15 à Dahchour non loin de la pyramide de son père Snéfrou. Dans sa tombe, on a trouvé des fragments fortement brisés d'une stèle fausse-porte.